# Dịch vụ tái định cư
Dịch vụ tái định cư, tái định cư nhân viên hoặc di chuyển lực lượng lao động bao gồm một loạt các quy trình kinh doanh nội bộ để chuyển nhân viên, gia đình của họ và/hoặc toàn bộ các bộ phận của một doanh nghiệp đến một địa điểm mới. Giống như các loại phúc lợi cho nhân viên khác, các quy trình này thường được quản lý bởi các chuyên gia nhân sự trong một công ty.
Các quy trình kinh doanh như vậy có thể bao gồm các dịch vụ dân cư trong nước nơi một nhân viên di chuyển trong một quốc gia hoặc tiểu bang cũng như các dịch vụ tái định cư quốc tế bao gồm lập kế hoạch cho các nhà ngoại giao, nhà quản lý,v.v... làm việc ở nước ngoài. Một cơ quan cung cấp dịch vụ tái định cư chỉ đạo và quản lý quá trình tái định cư bao gồm sắp xếp các giấy tờ cần thiết (visa, giấy phép lưu trú dài hạn), tìm nhà mới (chỗ ở), tìm trường cho trẻ em (giáo dục), tìm việc làm cho đối tác hoặc "Người phối ngẫu", sắp xếp một giáo viên cho gia đình (đào tạo ngôn ngữ) và giới thiệu người nước ngoài đến văn hóa địa phương.

## Tái định cư quốc tế
Từ thời Công ty Đông Ấn Hà Lan, họ đã gửi nhân viên đi làm việc ở một quốc gia khác (đôi khi được gọi là "công tác toàn cầu" trong thuật ngữ nhân sự hiện tại). Điều này đã tạo ra chi phí đáng kể trong khi về mặt lý thuyết mở ra tiềm năng mang lại lợi nhuận tài chính cho người sử dụng lao động.
Với cân bằng thuế, trợ cấp nhà ở, điều chỉnh chi phí sinh hoạt và các lợi ích khác, gói bồi thường nước ngoài thông thường là hai đến ba lần mức lương cơ sở của nước sở tại. Ví dụ, một người nước ngoài có mức lương 100.000 euro hàng năm sẽ khiến nhà tuyển dụng phải trả €200.000-300.000 mỗi năm bao luôn tất cả các chi phí tái định cư. Các công tác ngắn hạn có chi phí thấp hơn, đặc biệt là khi họ tránh các ngưỡng thuế.
Lý do tại sao một công ty có thể giao cho nhân viên một nhiệm vụ toàn cầu bao gồm đáp ứng nhu cầu chức năng, phát triển nhân viên để quản lý cấp trên và phát triển công ty. Anne-Wil Harzing thuộc Đại học Melbourne phân loại thêm các nhân viên này là "gấu, ong vò vẽ và nhện". Những người đóng vai gấu là cánh tay dài kiểm soát trụ sở. Các ong vò vẽ truyền đi (thụ phấn chéo) văn hóa doanh nghiệp của họ. Nhện theo Harzing sẽ dệt nên các mạng truyền thông không chính thức rất quan trọng trong việc kết nối các chi nhánh xa, các công ty con và tất cả các đối tác chiến lược.
Trả lời một cuộc khảo sát năm 2005 về thực hành quản lý chuyển nhượng toàn cầu do một công ty quản lý tái định cư bên thứ ba có trụ sở tại Hoa Kỳ ủy quyền, 31% sử dụng lao động được khảo sát chỉ ra rằng họ theo dõi các trường hợp ngoại lệ trên cơ sở mỗi lần chuyển nhượng cho mục đích ngân sách, 23% theo dõi ngoại lệ trên tổng thể cơ sở để xác định các thành phần chính sách cần xem xét và 39 phần trăm không theo dõi chi phí hoặc loại ngoại lệ được cấp. (Bảy phần trăm không thể trả lời câu hỏi.)
Tùy thuộc vào quy mô và tổ chức của một công ty, các bộ phận khác nhau, chẳng hạn như tài chính hoặc nguồn nhân lực, có thể điều hành chương trình tái định cư. Một số có thể thiếu bất kỳ chương trình chính thức nào trong khi những chương trình khác có quy trình có cấu trúc cao. Hơn nữa, các đơn vị điều hành khác nhau có thể quản lý các khía cạnh khác nhau của chương trình.
Một số có thể quản lý và thực hiện tất cả các quy trình tái định cư trong nội bộ trong khi những công ty khác sẽ thuê ngoài. Điều này thường nhằm mục đích tiết kiệm thời gian, tập trung nguồn lực nội bộ vào thế mạnh lực lượng lao động của công ty hoặc để cung cấp dịch vụ tốt hơn cho mỗi bên nhận.
Trong số các công ty tham gia Khảo sát thực tiễn quản lý công tác toàn cầu năm 2005, 43% cho biết họ thuê ngoài hoặc đồng cung cấp một số dịch vụ quản lý công tác (nhân viên 1:58 người được giao, 7% từ chối trả lời).